# Park Sung-Joon
Park Sung-Joon (nascido em 18 de Dezembro de 1986) é um jogador profissional de StarCraft da Coreia do Sul que usa o nick July, uma versão abreviada de JulyZerg. Park Sung-Joon também é conhecido como "God of War" ("Deus da Guerra"). Park costumava jogar pelo time STX SouL 

## História

### StarCraft
July surgiu na cena profissional durante a Gilette OSL, onde ele venceu iloveoov por 3 a 2 numa famosa série, e chegou a ganhar o torneio, derrotando Reach, tornando-o o primeiro jogador Zerg a vencer uma OSL.
Ele rapidamente se tornou o jogador dominante da época, vencendo outra OSL (Ever 2), um torneio KT-KTF e a liga ITV. Ele também chegou às finais de outra OSL, perdendo por 3 a 0 para NaDa
Após chegar às finais de outra OSL no início de 2006, perdendo por 3 a 0 para seu velho rival Oov, July perdeu seu domínio e entrou numa pequena crise. Recentemente ele mostrou sinais de que está reconquistando sua confiança ao vencer XellOs e Oov nas finais da liga profissional em grande estilo, e chegando à final da OSL.
Em 12 de Julho de 2008, July derrotou o novo fenômeno Protoss, BeSt, na EVER OSL de 2008, por 3 a 0. A vitória foi o terceiro título OSL de July, o que lhe garantiu o Golden Mouse ("Mouse de Ouro"), uma realização de prestígio e alcançada apenas por NaDa, na época. 

### StarCraft II
Até 10 de Setembro de 2010, ele não havia renovado seu contrato com STX_SouL e anunciou que estaria se mudando para a cena do StarCraft 2 em um novo time e que continuará jogando como Zerg.. E em 10 de Novembro, July se qualificou para a terceira temporada da GSL.
Em 15 de Setembro de 2010, o nome do seu novo time foi revelado como Startale.